# Демотиватор

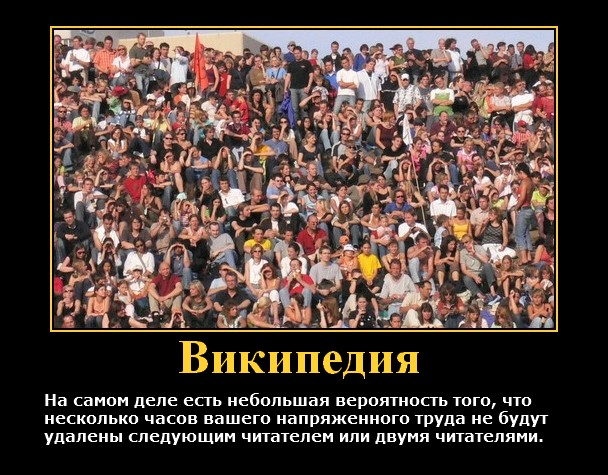
Демотиватор по теме Википедии — «… есть небольшая вероятность того, что часы твоего упорного труда не будут немедленно удалены следующими одним-двумя читателями»

Демотива́тор (демотивацио́нный по́стер) — разновидность настенного плаката. Демотиватор пародирует мотиваторы (плакаты, предназначенные для создания рабочего настроения), используя схожие с мотиваторами изображения, но с подписями, формально направленными на создание атмосферы обречённости и бессмысленности усилий.
Формат демотиватора включает базовое изображение в рамке, обрамлённое относительно широкими, чаще всего чёрными, полями и снабжённое по нижнему более широкому полю лозунгом, выполненным крупным белым или жёлтым шрифтом. Помимо слогана многие демотивационные постеры содержат текст-пояснение, выполненное мелким шрифтом, так или иначе оттеняющее смысловое наполнение изображения и/или слогана.
Вскоре после появления интернета демотиваторы стали интернет-мемом.

## История и распространение
Демотивационные постеры появились как пародия на мотивационные постеры (плакаты) или мотиваторы — вид наглядной агитации, предназначенный создать подходящее настроение в школах, университетах и на рабочих местах.
Мотивационные постеры очень часто бывали скучны, поэтому широко распространилась практика их пародирования, обычно заключавшаяся в составлении постеров по такому же стандарту, но вызывающих вместо позитивных эмоций отчаяние, обречённость, уныние и грусть. Подобные пародии и получили название демотивационных постеров.
Примеры демотиваторов можно найти на многочисленных ресурсах Интернета. Тем не менее, всё больше и больше картинок, называемых «демотиваторами» и распространяемых в интернете, не соответствуют самому понятию «демотиватор», а являются просто юмористическими картинками.
Нередко для усиления эпатирующего эффекта в демотиваторах используются тексты или изображения нецензурного или оскорбительного характера.

## Формат постеров
В обоих вариантах постер строится по достаточно жёсткому формату. Практически всегда он представляет собой плакат чёрного цвета, на котором размещены следующие элементы:
- Изображение в рамке, иллюстрирующее постер.
- Лозунг или одно слово, набранные крупным шрифтом.
- Набранное более мелким шрифтом пояснение или цитата, объясняющие идею подробнее (эта деталь не всегда присутствует).

## Типы демотиваторов

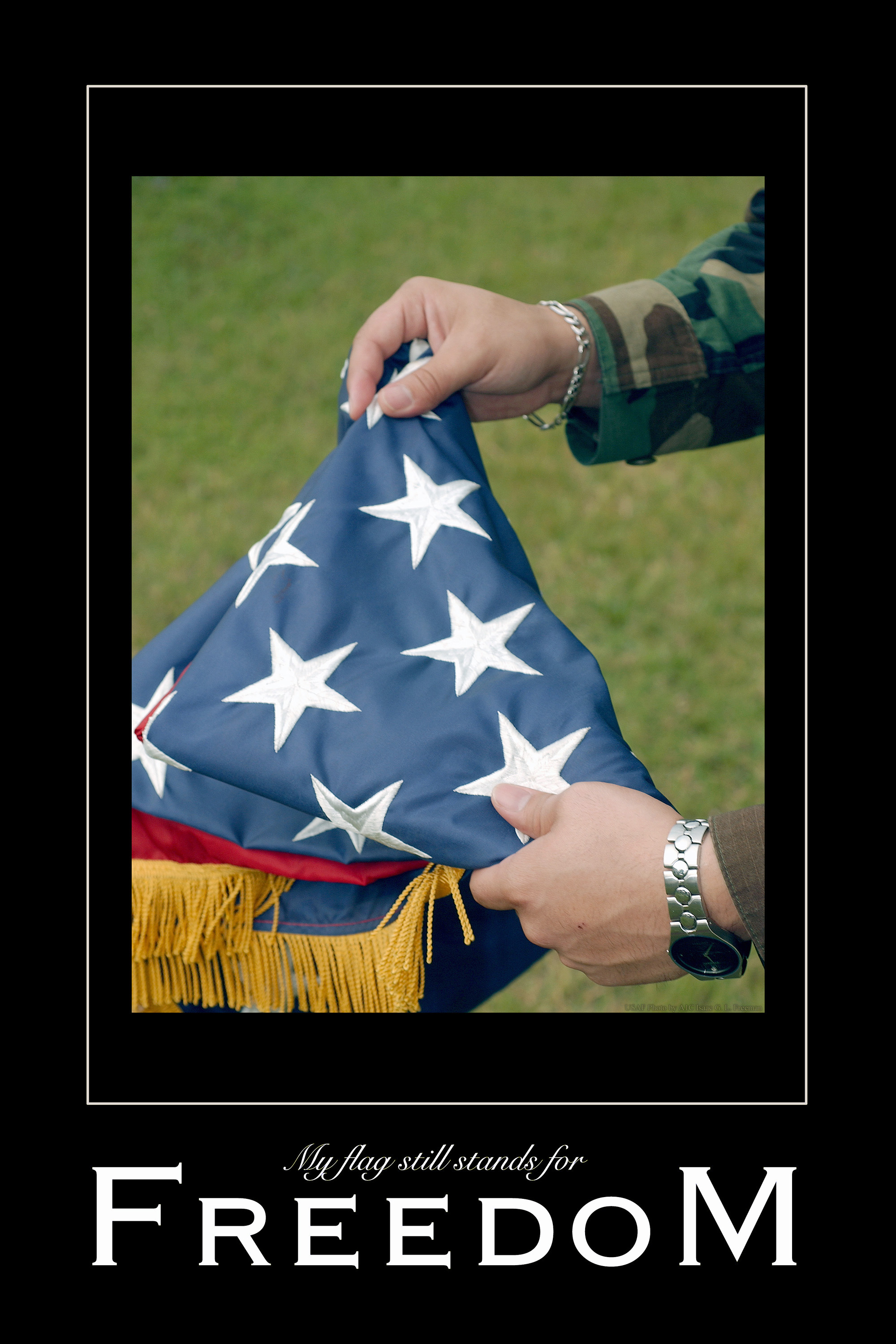
Социально-рекламный демотиватор — «Мой флаг и сейчас поднят за свободу» (американский флаг складывают треугольником, чтобы помянуть погибших военнослужащих)

Социологи выделяют 6 типов демотиваторов:
1. Оригинальные, или классические;
2. «Чисто шуточные»;
3. «Социально-рекламные» — ориентированы на ценности, которые ставятся в центр социальной рекламы. Для них характерен критический взгляд на несоответствие идеала и реальной жизни. Демотивация воздействует на внетрудовое поведение личности;
4. Саморепрезентационные;
5. «Интернет-эзотерические»;
6. «Философские».